# 위고 르그랑
위고 르그랑(프랑스어: Ugo Legrand, 1989년 1월 22일~)은 프랑스의 유도 선수이다. 2012년 하계 올림픽에서 남자 라이트급 동메달을 획득했고 세계 유도 선수권 대회에서 은메달 1개와 동메달 1개를 획득했다.